# Момчило Бакрач
Момчило Бакрач (Врбас, 1962) је српски песник, приповедач, путописац и есејиста.
Члан је Удружења књижевника Србије, Друштва књижевника Војводине, Црногорског друштва независних књижевника, Матице црногорске, Независног друштва новинара Војводине.
Добитник је бројних књижевних награда.